# Je te veux (chanson de Johnny Hallyday)
Ne doit pas être confondu avec Je te veux.
Singles de Johnny Hallyday
Je suis l'amour
(1969) Je suis né dans la rue
(1969)
Je te veux est une chanson emblématique du répertoire de Johnny Hallyday, sortie en 1969. Extraite de l'album Rivière... ouvre ton lit, Je te veux est composée par Mick Jones et Tommy Brown, les paroles sont de Long Chris.

## Historique
Je te veux commence par ces vers empruntés au Comte de Lautréamont :
« Je suis le fils de l'homme et de la femme, ça m'étonne je croyais être davantage »
Extrait du Chant premier de Les Chants de Maldoror « Je suis le fils de l'homme et de la femme, d'après ce qu'on m'a dit. Ça m'étonne... je croyais être davantage ! » ; Le parolier Long Chris revendique l'influence de l'œuvre sur l'écriture de la chanson : « [...] découvrant le précurseur en matière surréaliste : Isidore Ducasse, Comte de Lautréamont, son Maldoror est vite devenu mon livre de chevet. [...] Le texte de Je te veux est largement inspiré de Lautréamont... »
Sur un rythme Blues rock, dominé par les guitares, Johnny Hallyday livre un texte sensuel, provoquant, bousculant volontairement les tabous, il n'hésite pas à évoquer les menstrues : « Ton sang, tes larmes, ne me dégoute pas, je n'ai pas de larmes, je n'ai pas de sang, je n'ai qu'un amour qui ne s'arrête pas, je suis allongé sur mon lit je t'attends, car je te veux [...] »
(paroles Long Chris)
Je te veux est inscrite au répertoire du chanteur pour son spectacle au Palais des sports de Paris au printemps 1969 (et la tournée qui suivra 1969-1970), dans une version plus longue (plus de 6 minutes, contre 3 minutes 36 pour la version studio), plus érotique encore, modifiant les paroles, il improvise sur le refrain : « [...] Je veux te faire l'amour, je vais m'allonger sur ton corps, je vais te faire l'amour, de tout mon corps, car je te veux, je te veux [...] »

Johnny Hallyday n'a depuis plus inscrit le titre à son tour de chant.
À la même période, Johnny Hallyday connait sur les ondes un succès considérable avec Que je t'aime écrite par Gilles Thibaut sur un thème identique, mais plus imagé : « Quand mon corps sur ton corps, lourd comme un cheval mort, ne sait pas, ne sait plus s’il existe encore, [...], Que je t'aime, que je t'aime, que je t'aime ».
Long Chris envisagea, dans la seconde moitié des années 1970, d'écrire un album pour Johnny Hallyday sur des textes de Lautréamont, mais le succès mitigé de son opéra-rock Hamlet (en 1976), le fit renoncer.

## Discographie
1969 :
- 10 mars : 45 tours Philips B 370798 F Rivière... ouvre ton lit - Je te veux
- 6 mai : album Philips 844971BY Rivière... ouvre ton lit

La même année, Johnny Hallyday enregistre une version italienne du titre : Io ti voglio
- 45 tours Philips 336240 BF-PDF (voir également l'album In italiano, 1976)

Discographie live :
1969 : 
- Que je t'aime (Palais des sports 1969)
- Johnny Live Port Barcarès 1969 (sortie posthume en 2020)
- 1970 : Johnny Hallyday live Cambrai 4 sept. 1970 (resté inédit jusqu'en 2022, sortie posthume)

## Réception
Le 45 tours Rivière... ouvre ton lit - Je te veux s'est vendu à plus de 100 000 exemplaires en France.